# Holly Hannah
Holly Hannah från 1994 är ett album av Anders Widmark. Han framför egna låtar med sång och piano.